# イーディ・セジウィック
イーディ・セジウィック（Edie Sedgwick、本名：イーディス・ミンターン・セジウィック、Edith Minturn Sedgwick、1943年4月20日 - 1971年11月16日）はアメリカ合衆国の女優・ファッションモデル。イーディー・セジウィックと表記されることもある。
1960年代に制作されたアンディ・ウォーホルの映画に数多く出演。60年代のファッション・アイコンとして注目された。2006年、その半生を描いた映画『ファクトリー・ガール』が公開された。シエナ・ミラーがセジウィック、ガイ・ピアースがウォーホルを演じた。
ドラマ『クローザー』の主演女優であるキーラ・セジウィックは親戚（はとこ）にあたる。

## 生涯

### 生い立ち
カリフォルニア州サンタバーバラにて、名門の旧家セジウィック家の8人兄妹の7番目の子供として生まれる。牧場主でもある父は、当時、その精神疾患の遺伝体質から「子供をもうけることを禁じられた」ことがある。
1957年、拒食症のため寄宿学校を1年で中退。1962年、父の浮気現場を目撃してしまった事に父が激怒し、シルヴァー・ヒル精神科病院に入院させられる。弟は『イーディ: ’60年代のヒロイン』（1989年）の中で「この時に受けた心の傷がイーディをおかしくしてしまった」と述べている。1963年、兄ミンティが自殺。彼女は美術を学ぶため、マサチューセッツ州のケンブリッジからマンハッタンに移る。1964年、ニューヨーク東60丁目に住み始め、パーティーに明け暮れる日々を送り、社交界では有名な女性となっていた。

### ウォーホルとの出会いと決別
1965年3月、映画プロデューサーのレスター・パースキー宅でポップアートの旗手アンディ・ウォーホルと出会う。それを機に友人チャック・ウェインとともにウォーホルのスタジオである「ファクトリー (The Factory、工場の意)」 に通い始め、彼の映画に出演することになる。
主演作は『Poor Little Rich Girl』『ビニール』『Beauty #2』『チェルシー・ガールズ』など。セジウィックはポップカルチャーの最前線に立ち、その独特なファッションとともにヴォーグやライフなどで取り上げられ「ユース・クエイカー（若者が起こした揺さぶり）」と呼ばれた。1965年の「ガールズ・オブ・イヤー」にも選ばれる。
しかし彼女がロック・ミュージシャンのボブ・ディランと付き合い始めた頃から、ウォーホルの間に距離が生じ始める。当時ウォーホルはロック・バンドでファクトリーの常連となっていたヴェルヴェット・アンダーグラウンドのプロデュースを始めた。またファクトリーの新しいスターになったイングリッド・スーパースターという女性の出現もあり、二人の関係は悪化していく。
1966年、ディランと破局。ドラッグに溺れていた彼女はタバコの火の消し忘れによる火事で火傷を負う。

### 晩年
1967年、最後の映画『チャオ！マンハッタン』に出演。様々なアーティストが集う有名なチェルシーホテルに転居するが薬物依存症により入院。家族のいるカリフォルニアへ戻る。精神科病院からの脱走・再入院を経て、牧場である実家で家族とともに過ごすことになる。
1969年、病院にて患者のマイケル・ポストと出会い、のちに結婚。ドラッグを絶とうとする。
1971年11月15日の夜、彼女はサンタバーバラ美術館のファッションショーに行き、そこでドラッグに手を出してしまう。翌朝、夫ポストが彼女の部屋に様子を見に来た時には、既に息はなかった。薬物の過剰摂取による死。わずか28年の生涯だった。

## 関連書籍
- Stein, Jean; Plimpton, George (1982). Edie, An American Biography. Jonathan Cape Ltd. ISBN 978-0224020688
- ジーン・スタイン、ジョージ・プリンプトン『イーディ: ’60年代のヒロイン』青山南、堤雅久、中俣真知子、古屋美登里（訳）、筑摩書房、1989年。ISBN 978-4480854681。[3][4][注釈 3]